# ليو باسوس
ليو باسوس (بالبرتغالية: Léo Passos‏) هو لاعب كرة قدم برازيلي في مركز الوسط، ولد في 13 مارس 1999 في كامبيناس في البرازيل. لعب مع نادي بالميراس.